# Xin'an Jiang
Xin'an Jiang är ett vattendrag i Kina. Det ligger i den östra delen av landet, 1 200 km söder om huvudstaden Peking.